# Computation des délais en droit québécois
En droit québécois, la computation des délais est important pour l'exercice de plusieurs droits ou recours juridiques et notamment pour vérifier si un recours est prescrit. Outre la prescription, la computation des délais peut concerner les délais procéduraux inhérents à la procédure civile ou la procédure pénale, ainsi que les fenêtres d'opportunité créées par le législateur dans des domaines de droit spécialisés (par exemple le délai pour déclencher une grève ou pour déposer une requête en accréditation en droit du travail).

## Droit pénal canadien
En droit pénal canadien, les actes criminels et les peines connexes sont imprescriptibles, ce qui peut simplifier la computation des délais. Les infractions sommaires ont toutefois un délai de prescription de douze mois à compter du fait en cause (art. 786 (2) C.cr.).
Par contre, à l'intérieur de la procédure pénale, d'autres délais existent. Dans l'article 27 de la Loi d'interprétation, le législateur distingue entre délais calculés en « jours francs » et les délais calculs en jours non francs (indiqués dans la loi pénale comme étant des « jours »). Les jours francs sont ceux où l'on ne compte pas le jour de départ et le jour d'arrivée.
À titre d'exemple, l'article 516 (1) du Code criminelconcerne le renvoi sous garde : 

« 516 (1) Un juge de paix peut, avant le début de procédures engagées en vertu de l’article 515 ou à tout moment au cours de celles-ci, sur demande du poursuivant ou du prévenu, ajourner les procédures et renvoyer le prévenu à la détention dans une prison, par mandat selon la formule 19, mais un tel ajournement ne peut jamais être de plus de trois jours francs sauf avec le consentement du prévenu. »

Autrement dit, si un lundi 5 juillet un poursuivant demande d'ajourner les procédures, les procédures reprendront le vendredi 9 juillet parce que les trois jours francs sont les trois jours où il ne s'est rien passé, sauf évidemment si le prévenu consent à un délai plus long.
Si le législateur avait plutôt indiqué « jours » dans cette disposition au lieu de « jours francs », alors le calcul se ferait sans compter le jour du premier événement, mais en comptant le jour du 2e événement, donc le délai se terminerait le jeudi 8 juillet.

## Droit québécois

### Procédure civile
Dans le Code de procédure civile du Québec, la computation des délais est prévue à l'article 83 CPC.

« 83. Lorsqu’un acte ou une formalité doit être accompli dans un délai fixé par le Code, imparti par le tribunal ou convenu entre les parties, le délai court à compter de l’acte, de l’événement, de la décision ou de la notification qui en est la source.
Le délai se compte par jour entier ou, le cas échéant, par mois. Lorsque le délai est exprimé en jours, le jour qui marque le point de départ n’est pas compté mais celui de l’échéance l’est. Lorsqu’il est exprimé en mois, le délai expire le jour du dernier mois qui porte le même quantième que l’acte, l’événement, la décision ou la notification qui fait courir le délai; à défaut d’un quantième identique, le délai expire le dernier jour du mois.
Le délai expire le dernier jour à 24 h 00; celui qui expirerait normalement un samedi ou un jour férié est prolongé au premier jour ouvrable qui suit. »

La règle générale pour les jours est de ne pas compter le jour de départ, mais de compter le jour d'arrivée.
S'il s'agit de notifier une demande en cours d'instance dans un délai de trois jours à l'avance comme à l'art. 101 CPC, alors il y a un compte à rebours à faire, où il faut donner trois jours complets à un défendeur pour recevoir la notification, en plus du jour où il reçoit la notification. Donc pour une audience le vendredi 23 avril, il faut que l'autre partie reçoive la demande le lundi 19 avril, afin qu'elle ait ses trois jours complets.[réf. souhaitée]
En outre, les délais qui expirent un jour férié sont remis à un jour ouvrable suivant. La Loi d'interprétation québécoise définit les jours fériés pour les fins de la procédure civile. Ainsi, un délai qui expirerait un vendredi saint serait remis au jour suivant le lundi de Pâques car le vendredi saint, le samedi saint, Pâques et lundi de Pâques sont tous des jours fériés. Et il y aurait défaut le mercredi suivant, soit le jour après le mardi suivant le lundi de Pâques.
Quant aux délais mensuels, ils sont comptés en quantièmes de mois, donc un délai qui commence un 15 septembre se terminerait un 15 du mois qui achève le délai . Lorsqu'un délai mensuel commence un 29e, 30e ou 31e jour du mois et qu'un mois d'arrivée ne comporte pas 29, 30 ou 31 jours, la règle est de le faire aboutir le délai le dernier jour du mois, donc le délai se terminerait le 28 février si le dernier mois est le février.

### Droit du travail
Le Code du travail québécois a son propre régime de computation des délais.
Les articles 151.1 du code du travail et 151.3 par. 3 du code du travail contiennent la liste des jours fériés.
L'art. 151.3 par. 1 énonce la règle générale que le jour qui marque le point de départ n’est pas compté, mais celui de l’échéance l’est. Comme dans la procédure civile, les jours fériés sont comptés, mais lorsque le dernier jour est férié, le délai est prorogé au premier jour ouvrable suivant.
L'article 151.4 du code du travail établit comme exception que « les jours fériés ne sont pas comptés dans la computation de tout délai fixé par le présent code pour faire une chose, lorsque ce délai n’excède pas dix jours. »
Dans le Code du travail, la prorogation du délai quand il se termine un jour férié ne s'applique pas aux fenêtres d'opportunité. Par exemple, le législateur crée un délai de 90 jours pour déclencher la grève à l'art. 58 C.t., en lien avec la date d'envoi d'un avis de négociation à la partie patronale à l'art. 52 C.t.. Comme ce délai représente une fenêtre d'opportunité plutôt qu'un délai pour exercer un recours (contrairement par ex. au délai de 45 jours pour une plainte pour congédiement sans cause juste et suffisante de l'art. 124 LNT ), le 90e jour n'est pas prorogé au jour ouvrable suivant quand il tombe un jour férié. Le même principe s'applique pour le compte à rebours de l'art. 22 d)-e) C.t., où il ne s'agit que de fenêtres d'opportunité pour qu'un syndicat rival puisse exercer une demande d'accréditation lors d'une période de maraudage.